# Mauri Lounasmaa
Mauri Viktor Lounasmaa, född 1 oktober 1933 i Åbo, död 4 februari 2017 i Helsingfors, var en finländsk kemiingenjör.
Lounasmaa blev student 1954, diplomingenjör 1962, teknologie licentiat 1964 och teknologie doktor i Helsingfors 1968. Han var assistent vid Tekniska högskolan i Helsingfors 1962–1969, blev docent i organisk kemi 1972, bedrev forskning vid Institut de Chimie des Substances Naturelles i Frankrike 1965–1966 och 1971, vid Indiana University 1968–1969 samt var yngre forskare vid Finlands akademi 1971–1973, äldre 1973–1975. Han var biträdande professor vid Uleåborgs universitet 1969–1970, professor i strukturell kemi där 1975–1978 och i organisk kemi vid Tekniska högskolan i Helsingfors 1979–1998. Han skrev bland annat Études Chimiques et Spectroscopiques sur Quelques Quinones Naturelles et Synthétiques (akademisk avhandling, 1968).

## Utmärkelser
- Riddartecknet av I klass av Finlands Vita Ros’ orden,  6 december 1994[1]
- Honorary doctorate at the université d'Auvergne - Clermont I,  21 augusti 2000[2]
- Riddare av Akademiska palmen,  2002[3]

[Redigera Wikidata]